# Polonia Sanz y Ferrer
Polonia Sanz y Ferrer, también conocida como Apolonia, (Zaragoza, siglo XIX-Madrid, 1892) fue una odontóloga española, una de las primeras odontólogas a nivel mundial, y una fotógrafa pionera.

## Trayectoria
Formada en odontología, en 1843 fue calificada como “práctica en el arte de curar” en Valencia en la Universidad de Medicina. Tras la aprobación de la Academia de Medicina y Cirugía de Valencia y superar el examen correspondiente el 20 de diciembre de 1849 en la Universidad de Valencia, obtuvo al año siguiente el título de Dentista, siendo una de las primeras tituladas en esta disciplina a nivel mundial. Pese a que podía ejercer esta práctica sanitaria, en los casos de intervención quirúrgica, Sanz tenía que ser supervisada por un dentista masculino.
En 1850 consiguió revalidar su título en la Universidad de Madrid tras superar el examen de la Facultad de Medicina y Cirugía y comenzó a trabajar en la capital. Para obtener clientela, publicó varios anuncios en revistas especializadas indicando sus tarifas y que atendía de forma gratuita a personas sin recursos. Destacó en prótesis, higiene dental y odontología infantil.
La labor social de atención a personas sin recursos podía ejercerla gracias a que tenía clientes de la nobleza como el príncipe marroquí Muley el Abbas. Para aumentar su cartera de clientes nobles o de familias pudientes Sanz solicitó, sin conseguirlo, el nombramiento honorífico de Dentista de la Real Cámara de Isabel II. A pesar de no obtener este título, se anunciaba como "Dentista de S.M." (aludiendo a Su Majestad aunque sin escribirlo) por haber atendido a miembros de la realeza, hecho por el que fue denunciada por su colegas masculinos, aunque no prosperó tal denuncia ya que no utilizaba el término oficial "Dentista de Cámara". Sin embargo, en 1861, el príncipe Muley el Abbas le concedió el título de Primera Dentista de Cámara de S.A.R.
Sanz trabajó también como fotógrafa itinerante en Valencia y Madrid, realizando retratos al daguerrotipo bajo el nombre de “Madama Sanz”.
Falleció en 1892 en Madrid, dejando como herederos “a los conductores de una de las empresas de tranvías de Madrid en pago a la amabilidad con que la ayudaban a bajar del coche”, lo que refuerza la idea de que quería continuar ayudando a personas de su entorno.

## Publicación
- 1852 – Tratado de dientes. Valencia.

## Reconocimientos
En 2021, el Gobierno de Aragón editó una agenda escolar para educación primaria en la que representaba a diferentes mujeres aragonesas relevantes. El mes de abril estaba dedicado a Sanz.